# 9885 Linux

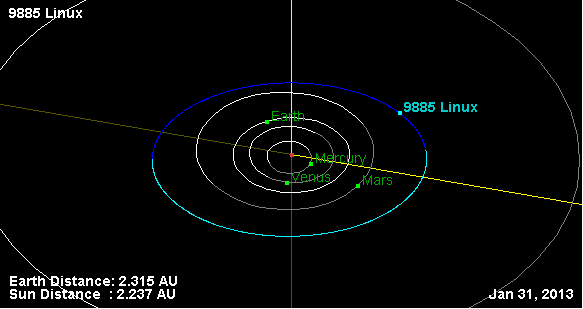
9885 Linux

9885 Linux eller 1994 TM14 är en asteroid som upptäcktes 12 oktober 1994 av Spacewatch. Namnet är taget efter operativsystemskärnan Linux.
Den tillhör asteroidgruppen Vesta.